# Хаумеа (патуљаста планета)
Хаумеа 
(симбол: ) је патуљаста планета у Којперовом појасу, масе приближно једнаке трећини масе Плутона. Дана 17. септембра 2008. Међународна астрономска унија ју је класификовала као патуљасту планету  и дала јој име по хавајској богињи порођаја и плодности.
Хаумеа се сматра изузетком међу познатим објектима класичног Којперовог појаса због своје екстремне издужености, јер је два пута дужа на екватору него на половима. Ипак, пошто је њена гравитација довољна да задржи елипсоидни облик, Хаумеа испуњава захтеве хидростатичке равнотеже која се користи за дефинисање патуљастих планета.

## Основни подаци
Хаумејина екстремна елонгација чини је јединственом међу познатим патуљастим планетима. Иако јој облик није директно посматран, прорачуни из светлосних кривих сугеришу да се ради о елипсоиду с великом оси која је двоструко дужа од мале. Успркос томе, верује се да поседује гравитацију која је довољна за хидростатичку равнотежу тиме задовољавајући дефиницију патуљсте планете. Наведена елонгација заједно с необично брзом ротацијом, високом густином и високим албедом сматра се да су последице судара из којег је Хаумеа изашла као највећи члан породице Хаумеа која укључује неколико великих транс-нептунских објеката и њена два позната месеца.
Поседује два природна сателита, већу Хиʻиака и мању Намаку.

## Физичка обележја
Године 2005, телескопи Близанци и Кек забележили су Хаумеанин спектре који су показали снажне кристалне водене особине сличне површини Плутоновог месеца Харон. То је било необично, јер се кристални лед формира на температурама изнад 110 K, док је површинска температура Хаумеа испод 50 К, температура при којој настаје аморфни лед. Осим тога, структура кристалног леда је нестабилна под сталном кишом космичких зрака и енергетских честица са Сунца које ударају транс-нептунске објекте. Временски распон за кристални лед који ће се претворити у аморфни лед под овим бомбардовањем креће се од десет милијуна година, али транс-нептунски објекти налазе се на својим садашњим локацијама током неколико милијарди година. Оштећења проузрокована зрачењем такође би требала да зацрвене и потамне површину транснептунских објеката на којима су присутни уобичајени површински материјали органских молекула и толина, као што је то случај с Плутоном и Хароном (види Мордор Макула). Стога спектри и боје сугеришу да су Хаумеа и чланови њезине породице прошли недавно прекривање свежим ледом. Међутим, није предложен веродостојан механизам поновне обраде.
Хаумеа је светла попут снега, с албедом у распону од 0,6–0,8, у складу с кристалним ледом. Најприкладније моделовање површинских спектра сугерирало је да се чини да је од 66% до 80% Хаумеове површине чисти кристални водени лед, с једним доприносом високом албеду, могуће водониковом цијаниду или филосиликатним глинама. Неорганске цијанидне соли попут бакар-калијевог цијанида такође могу бити присутне.